# Inonotus hamusetulus
Inonotus hamusetulus är en svampart som beskrevs av Ryvarden 1984. Inonotus hamusetulus ingår i släktet Inonotus och familjen Hymenochaetaceae.   Inga underarter finns listade i Catalogue of Life.